# Il bandito dell'albero solitario
Il bandito dell'albero solitario (The Lone Chipmunks) è un film del 1954 diretto da Jack Kinney. È il terzo e ultimo cortometraggio d'animazione della serie Cip & Ciop, distribuito negli Stati Uniti dalla RKO Radio Pictures il 7 aprile 1954. Il corto rappresenta l'ultima apparizione di Pietro Gambadilegno nell'epoca d'oro dell'animazione statunitense; qui Pietro torna a interpretare lo stesso bandito già apparso in Pippo sceriffo (1952), da cui fu riciclata l'animazione del personaggio per la scena della rapina. Dal 1989 viene distribuito col titolo Cip e Ciop cavalieri solitari.

## Trama
Dopo aver rapinato la banca di Gower Gulch, Pietro nasconde la refurtiva in un albero cavo. Nell'albero vivono però Cip e Ciop che, dopo essere stati sfrattati dalla loro casa, riconoscono Pietro da un manifesto in cui si informa di una taglia di diecimila dollari su di lui. I due scoiattoli decidono allora di catturarlo. Dopo averlo infastidito in vari modi, lo mettono fuori gioco colpendolo con la sua padella, e quindi ricoprendolo di sciroppo d'acero e delle banconote che ha rubato. In quel momento arriva la cavalleria, il cui capitano riconosce subito l'opera degli "scoiattoli solitari". Cip e Ciop quindi si allontanano in sella a un cavallo.

## Distribuzione

### Edizione italiana
Il cortometraggio fu distribuito nei cinema italiani il 27 agosto 1955, in lingua originale, all'interno del programma Carosello disneiano. Fu doppiato per la distribuzione in VHS nel 1985 dalla Royfilm, che si occupò anche di ridoppiarlo quattro anni dopo.

### Edizioni home video

#### VHS
America del Nord
- A Tale of Two Chipmunks (1986)

Italia
- Le avventure di Cip e Ciop (aprile 1985)[3]
- Le avventure di Cip e Ciop (settembre 1989)[4]

#### Laserdisc
- A Tale of Two Chipmunks / The Unsinkable Donald Duck (1986)

#### DVD
Il cortometraggio fu distribuito in DVD-Video in America del Nord nel DVD Davy Crockett: Two Movie Set, che include i film Le avventure di Davy Crockett e Davy Crockett e i pirati.

## Altri media
Il cartone animato fu adattato nella storia a fumetti Cip e Ciop sceriffi onorari, disegnata da Harvey Eisenberg e pubblicata il 1º maggio 1957 su Chip 'n' Dale n. 10.